# TEDA Football Stadium
TEDA Football Stadium (Em chinês: 泰达足球场) é um estádio de futebol localizado em  Tianjin, China. É a casa do clube de futebol Tianjin Teda Football Club. O estádio tem capacidade para 37.450 espectadores e foi construído em 2004. O estádio está localizado na Área de Desenvolvimento Tecnológico e Econômico de Tianjin (TEDA), e foi projetado pela Peddle Thorp Melbourne, uma empresa de arquitetura australiana.